# Anaksagora
Anakságora (starogrško Ἀναξαγόρας: Anaksagóras), starogrški filozof narave, * 500 pr. n. št. (496), Klazomena, severno od Mileta, Anatolija, (sedaj Turčija), † 428 pr. n. št., Lampsak na Helespontu, (danes Lapsek v Turčiji).
Bil je eden zadnjih predstavnikov jonske šole filozofije, natančneje predstavnik filozofskega pluralizma. Rojen je bil v Klazomeni v jonski Mali Aziji, o njegovih učiteljih in povezavah s predhodniki jonske šole ni kaj znanega. Okoli leta 462 pr. n. št. se je odselil v Atene, kjer je ustanovil svojo filozofsko šolo in spodbudil razvoj filozofije v Atenah. Bil je Periklejev učitelj, prijatelj in svetovalec.

## Filozofija
Iz njegovega spisa O naravi (Peri fyseos) se je ohranilo nekaj pomembnih odlomkov. Kakor pred njim Empedoklej je smatral, da v naravi ni ne nastajanja niti izginevanja v strogem pomenu besede, ampak so spremembe sestavljene izključno iz spajanja (synkrisis) oziroma iz razdruževanja (diakrisis) obstoječih danih snovnih elementov. Kot zadnje elemente stvari si je zamislil kvalitativno določene, nespremenljive in neuničljive, vendar neskončno deljive snovne delce. Nastajanje in minevanje stvari je tako po njem združevanje in ločevanje teh majhnih delcev, semen (spermata ali hremata), kasneje pri drugih piscih po nekem Aristotelovem izrazu imenovanih homeomerije (homoiomereiai), ki jih je neskončno mnogo in so neskončno majhni. Njihov obstoj je hkrati domneval tudi Levkip. Prvotno so bili snovni delci pomešani brez reda. Prehod iz tega kaotičnega prastanja v urejen kozmos je delo gibalne urejevalne sile uma (nous), ki je inertni masi dal gibanje. Za razliko od ostalih elementov je um najčistejša in najfinejša snov. Njegovo mesto je znotraj narave in ne zunaj nje. Kozmološki razvoj in posamezne naravne pojave je po Platonovem in Aristotelovem pričevanju pojasnjeval z mehanskimi vzroki, pri čemer je naloga uma že končana z vzbuditvijo prvobitnega impulza.
Izvirna je njegova razlaga čutnih zaznav. Kvaliteto predmeta opazimo zaradi nasprotij v nas (telo zaznava toploto zaradi tega, ker je hladno in obratno). Pri tem pa zaznava razum in en čutila.

## Naravoslovne teorije

### Astronomija
Podal je nekaj zanimivih astronomskih in meteoroloških razlag. Pri njem se prvič pojavi misel, da so zvezde, Luna, planeti in Sonce samo združena snov, da so to torej vesoljska telesa. Zvezde morajo biti užarjene mase kamenja, ki so treščeni z Zemlje in so zaradi vrtenja neba zažareli. To je skušal dokazati na osnovi meteoritov, ki jih je našel, ko so padli iz vesolja. Leta 466 pr. n. št. je menda napovedal meteor. V noči se je namreč prikazala žareča ognjena krogla kakor komet in je potem meteor padel z neba. Kamenje, ki je padlo z neba, je bil res fantastičen zaključek. Ta misel nas res preseneti, če vemo, da je Francoska akademija znanosti še na začetku 19. stoletja javno razglasila za bedaka vsakega, ki je trdil, da kamenje pada z neba. Anaksagora je verjel v zvezo med pojavoma in je javno izjavil, da prihaja meteor od Sonca, ki tudi ni nič drugega kot žareč kos železa. Tudi Sonce je tako zanj samo velik užarjen kamen. To ni bil bog Helios, ki se z ognjenim vozom vsak dan vozi po nebu, ponoči pa potone v ocean in se vsako jutro ponovno pojavi sveže umit, da bi šel po isti poti. Mislil je, da je Luna enako velika kot Peloponez in da enako kot planeti, dobiva svojo svetlobo od Sonca, kar so domnevali že babilonski astronomi. Sonce je moralo biti po njegovem mišljenju precej večje od Lune. Pravilno je pojasnil Lunine mene ter Sončeve in Lunine mrke glede na njuno gibanje. Njegove astronomske raziskave je nadaljeval njegov mlajši sodobnik Meton. Zaradi teh misli je bil neposredno pred peloponeško vojno obtožen brezboštva in pregnan iz Aten. Rešil se je leta 434 pr. n. št. z begom v Lampsak in vmes je moral poseči sam Periklej, da je filozofu rešil življenje. To je bila usoda prehitro dozorelega genija.
Učil je, da je Zemlja ploska in v ravnotežju jo drži zrak. Prvi je pokazal, kako zaradi Zemljine sence nastane Lunin mrk in kako Lunina senca povzroči Sončev mrk.

### Biologija, fizika
Ugotovil je tudi, da ribe dihajo s škrgami. Tako se je moral ukvarjati tudi z anatomijo. S poskusi je kot Empedoklej dokazal, da ima zrak naravni izvor. To je dokazal s pomočjo vodnega zvonca, v katerega je lahko voda prodrla samo tedaj, če je istočasno iz njega izšel tudi zrak.

### Matematika
V zaporu si je dolgo časa krajšal čas s problemom kvadrature kroga. Zaprli so ga zaradi tega, ker je z grdimi besedami kvaril mladino. Poučeval jih je, da nebesna telesa niso božanstva, ampak snovni predmeti.
Poznamo njegova razglabljanja o majhnih veličinah. Govoril je, da »med njimi ni najmanjših in je zmanjševanje teče neprekinjeno.«